# Ogoas
Ogoas is een geslacht van vlinders van de familie spinneruilen (Erebidae), uit de onderfamilie Hypeninae.

## Soorten
- O. albipuncta Druce, 1890
- O. aroalis Schaus, 1904
- O. broda Schaus, 1904